# أحمد ابن هطال التلمساني
أحمد بن هطال التلمساني من أشهر الشخصيات السياسية في العهد العثماني بالجزائر إذ تقلد منصب كاتب بايلك الغرب لدى الباي محمد الكبير وإبنه عثمان لغاية الباي المنزلي توفي في معركة فرطاسة 1219هجري 

## حياته

### نسبه
هو أبو العباس الحاج أحمد بن محمد بن محمد بن علي بن أحمد التلمساني.

### وظيفته
شغل منصب كاتب في بايلك الغرب لدى كل من الباي محمد الكبير وإبنه والباي مصطفى العجمي كما كان له دور كبير في شراء الأسلحة من الإنجليز وذهابه لجبل طارق بغية الإستعداد لفتح وهران الثاني

## ميراثه العلمي
- رحلة الباي محمد الكبير إلى الجنوب الصحراوي[3][4] عام 1785م

## وفاته
توفي ابن هطال في معركة فرطاسة في ربيع الأول 1219 هجري